# Lijst van voetbalinterlands Amerikaans-Samoa - Fiji (vrouwen)
Deze lijst van voetbalinterlands is een overzicht van alle officiële voetbalinterlands tussen de nationale vrouwenteams van Amerikaans-Samoa en Fiji. De landen hebben tot nu toe vier keer tegen elkaar gespeeld.

## Wedstrijden
| № | Plaats  | Datum            | Competitie                                | Wedstrijd               | Uitslag |
| - | ------- | ---------------- | ----------------------------------------- | ----------------------- | ------- |
| 1 | Apia    | 30 augustus 2007 | Olympische Spelen 2008 kwalificatie       | Amerikaans-Samoa − Fiji | 0 − 3   |
| 2 | Lautoka | 30 augustus 2018 | Oceanisch kampioenschap 2018 kwalificatie | Fiji − Amerikaans-Samoa | 2 − 0   |
| 3 | Apia    | 8 juli 2019      | Vriendschappelijk                         | Fiji − Amerikaans-Samoa | 11 − 0  |
| 4 | Apia    | 7 februari 2024  | Olympische Spelen 2024 kwalificatie       | Fiji − Amerikaans-Samoa | 10 − 0  |

## Samenvatting
| Competitie                           | Totaal gespeeld | Winst Amerikaans-Samoa | Gelijk | Winst Fiji | Doelsaldo Amerikaans-Samoa – Fiji |
| ------------------------------------ | --------------- | ---------------------- | ------ | ---------- | --------------------------------- |
| Olympische Spelen kwalificatie       | 2               | 0                      | 0      | 2          | 0 − 13                            |
| Oceanisch kampioenschap kwalificatie | 1               | 0                      | 0      | 1          | 0 − 2                             |
| Vriendschappelijk                    | 1               | 0                      | 0      | 1          | 0 − 11                            |
| Totaal                               | 4               | 0                      | 0      | 4          | 0 − 26                            |